# Jaroslav Vonka

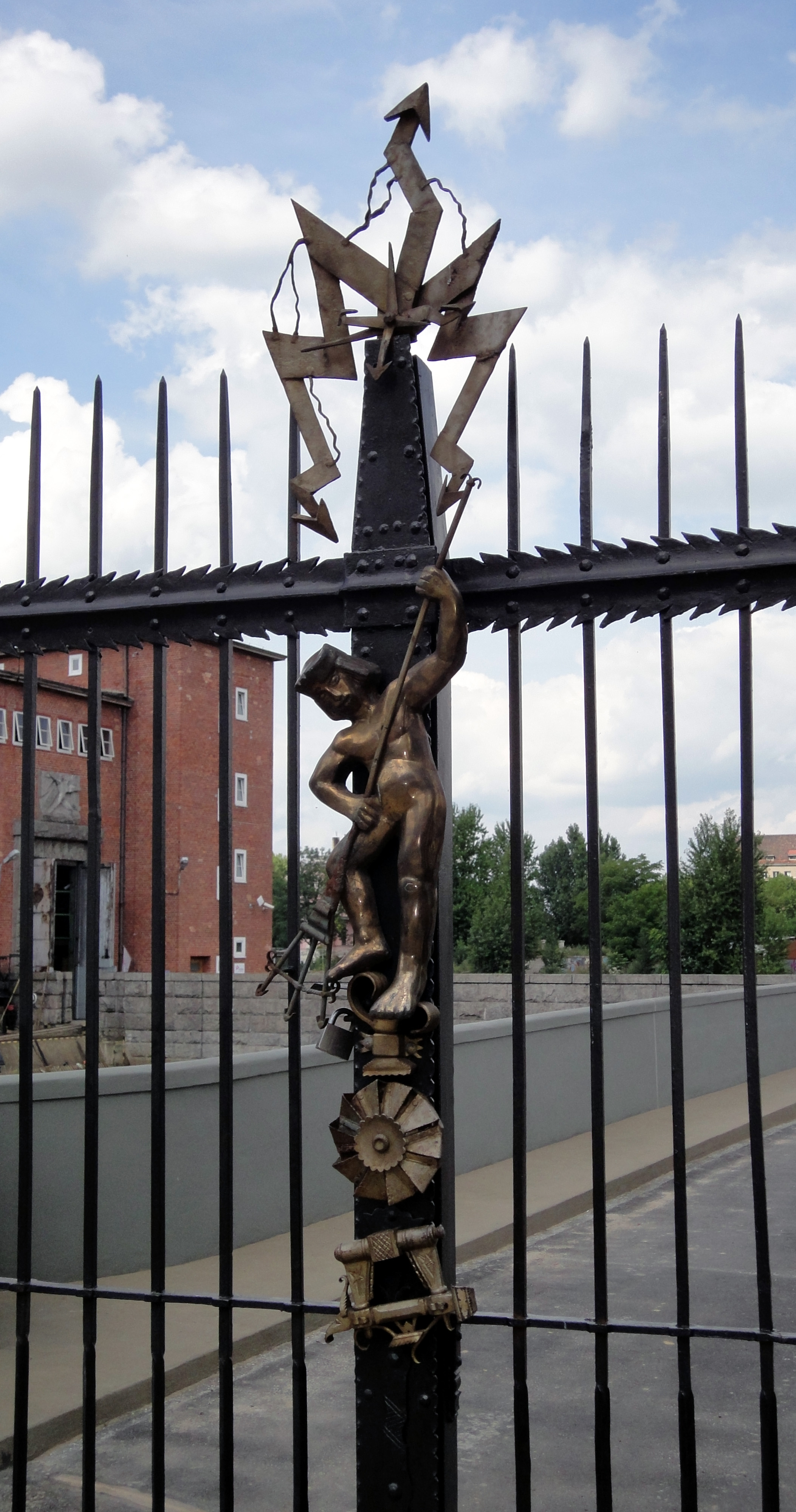
Detal na bramie Elektrowni Wodnej Wrocław I autorstwa Jaroslava Vonki (kopia)

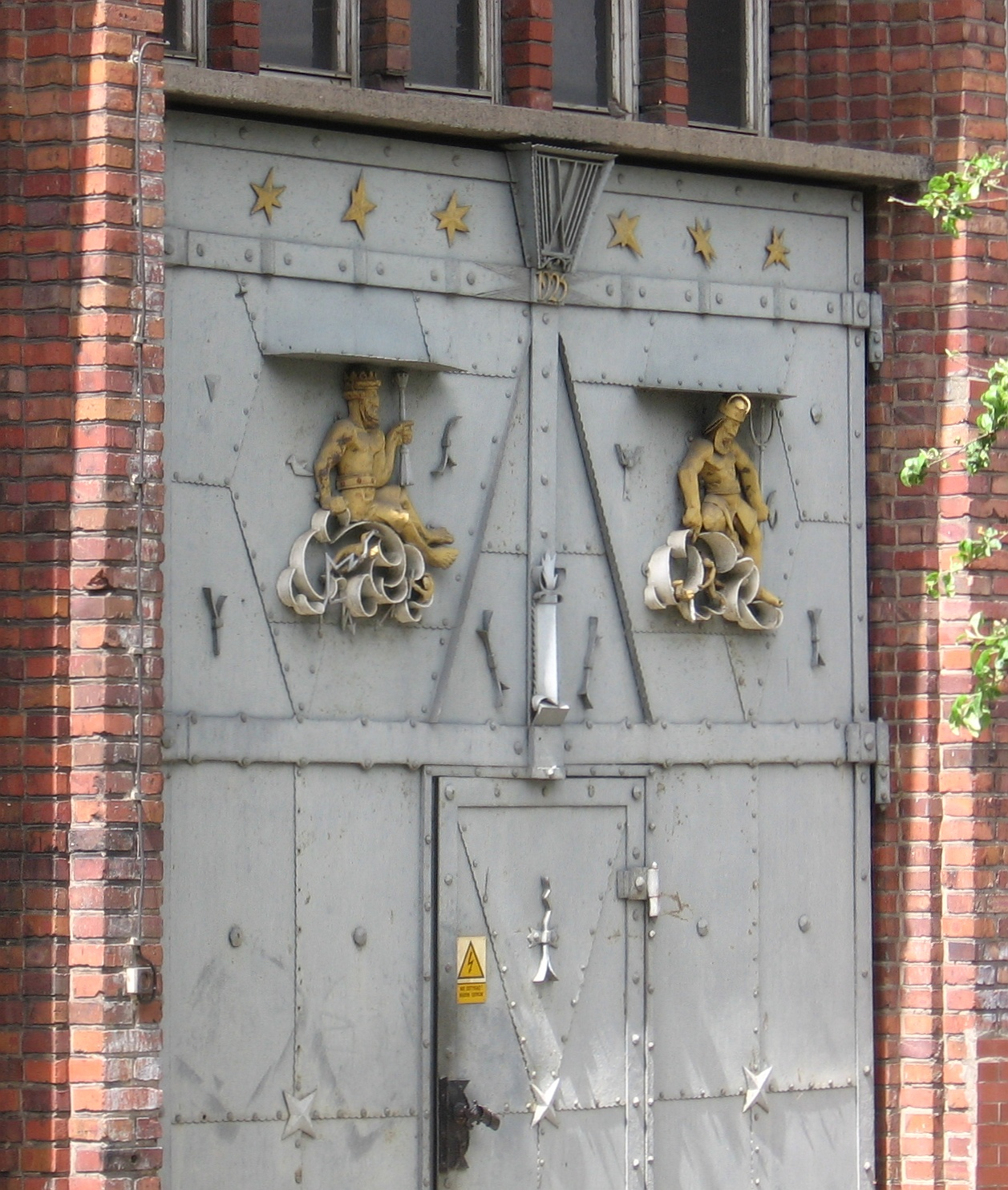
Rzeźby zdobiące wrota Elektrowni Wodnej Wrocław II autorstwa Jaroslava Vonki

Jaroslav Vonka, właśc. Voňka (ur. 29 marca 1875 w Hořicach, zm. 22 grudnia 1952 tamże) – czeski mistrz kowalstwa artystycznego.

## Życiorys
Vonka był synem kamieniarza z Hořic. Po tym, gdy we wczesnym dzieciństwie stracił rodziców, opiekował się nim stryj mieszkający w pobliskiej wsi Dachovy. W roku 1888 ukończył szkołę średnią i rozpoczął naukę zawodu ślusarza u mistrza Bartáka w Miletínie. Po zdobyciu w roku 1891 tytułu czeladnika podjął pracę w zakładach metalowych w Niemczech. Początkowo pracował w Lipsku i Dreźnie, później pracował w Poczdamie i Berlinie. Jako pracownik berlińskiego zakładu Eduarda Pulsa brał udział w przygotowaniach do Wystawy Przemysłowej mającej miejsce w Berlinie w roku 1896. Pracując uczył się wieczorowo w berlińskiej Szkole Przemysłu Artystycznego u rzeźbiarza Fritza Klimscha.
Po zakończeniu nauki w Berlinie roku 1897 odbywał podróże w poszukiwaniu miejsca do prowadzenia własnego warsztatu kowalstwa artystycznego do Krakowa, Petersburga, Odessy i Essen. W latach 1902–1903 przebywał w ojczyźnie prowadząc warsztaty kowalskie w Hradcu Králové i Brnie.
W 1903 Vonka przyjął propozycję pracy nauczyciela rzemiosła kowalskiego w utworzonej trzy lata wcześniej wrocławskiej Miejskiej Szkole Rękodzielnictwa i Przemysłu Artystycznego we Wrocławiu. Kierował tam pracownią kowalstwa artystycznego, a od 1921 r. zajmował stanowisko profesora. W szkole tej pracował aż do swojej emerytury w 1937 r., ale nadzór nad nią sprawował jeszcze do 1943. Od roku 1935 mieszkał w Sobótce, gdzie prowadził także pracownię kowalską. W 1945 r. powrócił do rodzinnych Hořic, jednak ze względu na zły stan zdrowia nie był w stanie już kontynuować działalności twórczej.
Jego pracownia w Sobótce została zniszczona w czasie wojny, ale zachował się jego dom razem z wykonanymi przez niego kutymi detalami. Pozostawał on nieznany aż do 2020 roku, gdy został zidentyfikowany staraniem pracowników Muzeum Narodowego we Wrocławiu.

## Twórczość
Dzieła Jaroslava Vonki utrzymane są w nurcie ekspresjonizmu i art déco z widocznymi także wpływami twórczości ludowej. Jest autorem zdobień metaloplastycznych w wielu obiektach we Wrocławiu – ozdobnych krat, balustrad czy kutych w żelazie rzeźb, a także innych dzieł, jak nagrobki, lampy, świeczniki, m.in.:
- 1906 – zdobienia metaloplastyczne w willi Paula Ehrlicha przy ul. Jastrzębiej 18–20[7]
- 1910 – kute z żelaza bramy na dziedzińcu kampusu Politechniki Wrocławskiej[8]
- 1910 – wyposażenie kościoła pw. św. Jerzego i Podwyższenia Krzyża na Brochowie[9]
- 1911 – ozdobne kraty w szkole im. Cesarzowej Augusty przy ul. Skwierzyńskiej
- 1924 – dekoracje metaloplastyczne elektrowni wodnej południowej[10]
- 1925 – brama główna i rzeźby z kutego żelaza w elektrowni wodnej północnej[11]
- 1926 – świeczniki we wnętrzu kaplicy w krematorium na Cmentarzu Grabiszyńskim[12]
- 1927 – chrzcielnica w kościele św. Jadwigi na Popowicach, współcześnie chrzcielnica znajduje się w kościele św. Józefa Rzemieślnika[13]
- 1929 – ozdobna krata klatki schodowej z rzeźbami postaci ludzkich w budynku poczty głównej[14]
- 1935 – ozdobna krata z herbem Wrocławia i logo Lufthansy w hali pasażerskiej budynku lotniska na Gądowie Małym[15]
- 1937 – balustrada w Sali Sądowej wrocławskiego ratusza[16]
- 1938 – żyrandole w Piwnicy Świdnickiej[17]
- 1938 – kraty w oknach dawnej apteki F. Götschego na sobóckim Rynku[6].
- 1942 – krata bramy prowadzącej do Piwnicy Świdnickiej z wizerunkiem symbolu piwnicy, handlarki Amalie Renner[18][19][20]

Realizował także zlecenia poza Wrocławiem jak np. ozdobną kratę w drzwiach gmachu kasy oszczędności w Prudniku przy ul. Piastowskiej, czy zdobienia bramy Domu Niemieckiego Rzemiosła na rogu Neustädtische Kirchenstraße i Dorothenstraße w Berlinie.